# 中公新書
中公新書（ちゅうこうしんしょ）は、中央公論新社（読売新聞グループ）が発行している新書レーベル9の1つ。現行の新書レーベルでは岩波新書に次ぐ歴史がある。サブレーベルとして中公PC新書、中公新書ラクレがある。

## 沿革
1962年（昭和37年）11月に創刊。「中公新書刊行のことば」で「現代を真摯に生きようとする読者に、真に知るに価する知識だけを選び出して提供すること」という目標を設定し、新書が「現代を自らの目で見つめようとする、逞しい知的な読者の活力となる」ことを望んでいる。「刊行のことば」は無署名であったが、若手社会学者で、既存の新書であった岩波新書とカッパブックスを比較した評論「日本の新書文化」（東京新聞に1962年6月に掲載）を発表していた加藤秀俊が執筆していた。
企画創立時の編集者の1人が、後に紀行作家となった宮脇俊三（当時、中央公論社第二出版部部長）で、宮崎市定『科挙』をはじめ多数を編集担当した。また、文藝春秋の社員だった池島信平も創刊時の監修者として参加しており、「読みやすさ」を重視する方針をたてた。
1991年（平成3年）1月に通巻1,000点、2009年（平成21年）5月に通巻2,000点を達した。

## 装幀およびマーク
装幀は、建築家の白井晟一が担当。本体・カバーは共に、創刊当時から深緑色と白色が基調となっている。1989年（平成元年）10月にビニールカバーから表紙カバーに変更された。背表紙などに用いられている、緑地に白抜きで「RC」と書かれた中公新書のマークは、「中央公論」の英語名CentralReviewの頭文字からとられている。マークは安野光雅により、現在までに2度デザインが更新されている。1度目は創刊20周年にあたる1982年（昭和57年）11月に発表された、グーテンベルク印刷をイメージさせるもの、2度目は通巻2,000点を達成した2009年（平成21年）5月に発表された、不思議な動物をイメージさせるデザインのものである。
安野デザインは、書籍の帯や広告、公式ツイッターの壁紙などに使われているが、新書の背表紙に使用されているマークは創刊当時から変更されておらず、現在も当初のマークが使用されている。重版時の表記は、一般的には重版されれば奥付に「初版第2刷」と表記されるが、中公新書の場合「刷」という表記は用いず、重版が続くと「重版」「3版」「4版」…と表記されていく。

## 書目
創刊第一冊目の桑原武夫編『日本の名著』はロングセラー（改版2012年）。新書による読書ガイドの嚆矢で、『〜の名著』はシリーズ刊行している。2009年（平成21年）には、5月に熊野純彦編『現代哲学の名著　20世紀の20冊』を、12月に同編『日本哲学小史 近代100年の20篇』を刊行した。他に1990年代以降『物語〜の歴史』のタイトルで、世界各国・地域の歴史をシリーズ刊行している。
人文歴史・社会科学の各分野で、改版・増補版を度々行っている。美術史関連（『正倉院』、『仏像』等々）も、多く刊行している。この分野でのロングセラーに、青柳正規『皇帝たちの都ローマ』、高階秀爾『近代絵画史』（改版2017年）などがある。
一部の書目は、中公文庫（1980年代から1990年代にかけ、宮崎市定『科挙』、『水滸伝』、『謎の七支刀』、会田雄次『アーロン収容所』、江上波夫『騎馬民族国家』、児島襄『東京裁判』が、21世紀初頭に、白川静『漢字百話』、『詩経』など）が改訂再刊されたが、半数以上は元の新書判でも重版・改版している（新書の重版停止=新書の改訂文庫化という手法をとらない）。
また品切した書目（村井益男『江戸城』、大塚健洋『大川周明』、高橋正衛『昭和の軍閥』など）も、他社の講談社学術文庫、吉川弘文館などで改訂再刊している。
ロングセラーの一部に、木下是雄『理科系の作文技術』が挙げられるが、これは文科系、理科系を問わず大学生等を対象にレポートの書き方を的確に記した本の定番で、川喜田二郎『発想法』などこのジャンルの刊行も多い。

## 姉妹シリーズ

### 中公新書ラクレ
姉妹シリーズとして中公新書ラクレが、2001年（平成13年）3月に創刊した。第1点目は「中央公論」編集部編『論争・中流崩壊』である。2008年（平成20年）12月、通巻300点を突破した。2014年（平成26年）6月、通巻500点を突破した。

### 中公PC新書
同じく姉妹シリーズとして、「中公PC新書」が1996年（平成8年）に創刊されたが、中央公論社から中央公論新社になる際に刊行を終えた。

## 累計発行部数
通巻2,000点を達成した2009年（平成21年）には、記念冊子「中公新書の森」を刊行し、その中で累計発行部数ベストテンを発表した。
- 第1位: 野口悠紀雄『「超」整理法』（1993年（平成5年））（中公新書初のミリオンセラー。発行部数は、約102万部。）
- 第2位: 川喜田二郎『発想法』（1967年（昭和42年））
- 第3位: 木下是雄『理科系の作文技術』（1981年（昭和56年））
- 第4位: 本川達雄『ゾウの時間　ネズミの時間』（1992年（平成4年））
- 第5位: 野口悠紀雄『続「超」整理法・時間編』（1995年（平成7年））
- 第6位: 川喜田二郎『続・発想法』（1970年（昭和45年））
- 第7位: 野崎昭弘『詭弁論理学』（1976年（昭和51年））
- 第8位: 宮崎義一『複合不況』（1992年（平成4年））
- 第9位: 神坂次郎『元禄御畳奉行の日記』（1984年（昭和59年））
- 第10位: 諏訪邦夫『パソコンをどう使うか』（1995年（平成7年））